# FA Community Shield 2024
De FA Community Shield 2024 was de 102de editie van de FA Community Shield, een jaarlijkse door de FA georganiseerde voetbalwedstrijd. De wedstrijd werd gespeeld tussen Manchester City, als winnaar van de Premier League 2023/24, en Manchester United, als winnaar van de FA Cup 2023/24, op zaterdag 10 augustus 2024 in het Wembley Stadium te Londen met Jarred Gillett als scheidsrechter. Na doelpunten van Alejandro Garnacho en Bernardo Silva (1–1) won Manchester City de penaltyserie met 7–6, waarmee het zijn zevende Community Shield won en de titel overnam van Arsenal FC.

## Voorgeschiedenis
Manchester City plaatste zich voor de Community Shield door kampioen te worden van de Premier League 2023/24 met twee punten voorsprong op Arsenal FC. Manchester United kwalificeerde zich voor de wedstrijd door in de finale van de FA Cup 2023/24 met 2–1 te winnen van Manchester United. Manchester City speelde zestien keer eerder in de Community Shield, waarvan het zes keer won, meest recentelijk in 2019, en verloor de voorgaande drie edities van de Community Shield. Manchester United speelde 30 keer eerder in de Community Shield, waarvan het 21 keer won, meest recentelijk in 2016. Twee keer eerder troffen de stadsgenoten elkaar om de Community Shield; Manchester United won in 1965 en 2011. Pep Guardiola stond vijf keer eerder in de FA Community Shield, telkens als trainer van Manchester City. Hij won in 2018 en 2019 en verloor in 2021, 2022 en 2023. Erik ten Hag trainde nooit eerder een team in de FA Community Shield.

## Wedstrijd

### Verloop
Op 7 augustus 2024 werd de Australiër Jarred Gillett aangesteld als scheidsrechter voor de finale, nadat de oorspronkelijke scheidsrechter John Brooks geblesseerd afhaakte. In de eerste helft schoten namens Manchester City Oscar Bobb over James McAtee op de paal. Aan de andere kant wist Amad Diallo vlak voor het doel de bal niet bij Mason Mount te krijgen. In de tweede helft werd een doelpunt van Bruno Fernandes door de grensrechter afgekeurd wegens buitenspel, waarna Marcus Rashford de paal raakte en Scott McTominay vlak voor het doel de bal niet wist te raken. Manchester United kwam in de 82ste minuut alsnog op een voorsprong, via de naar binnen getrokken Alejandro Garnacho. In de slotfase maakte invaller Bernardo Silva de gelijkmaker voor de landskampioen met een kopbal uit een voorzet van Bobb. Met een 1–1 stand na de reguliere speeltijd volgde een penalyserie. Manchester City's eerste strafschop, van Silva, werd gekeerd door André Onana. In het restant van de penaltyserie schoot Jadon Sancho echter via de vingertoppen van Ederson Moraes op de paal en schoot Jonny Evans over, terwijl Manchester City zeven keer raak schoot, waardoor Manchester City voor de zevende keer de FA Community Shield won.

### Details
|                                |                                                         |                          |                                                                   | |
| 10 augustus 2024 15:00 (UTC+1) | Manchester City                                         | 1 – 1 (0 – 0) 7 – 6 pen. | Manchester United                                                 | Stadion: Wembley Stadium, Londen Toeschouwers: 78.416 Scheidsrechter: Jarred Gillett Assistenten: Adrian Holmes Assistenten: Nick Greenhalgh Vierde official: Sam Barrott Video-assistenten: Peter Bankes Video-assistenten: Tim Robinson (SVAR) AVAR: Sian Massey-Ellis |
| 10 augustus 2024 15:00 (UTC+1) | Silva 89'                                               | Verslag                  | 82' Garnacho                                                      | Stadion: Wembley Stadium, Londen Toeschouwers: 78.416 Scheidsrechter: Jarred Gillett Assistenten: Adrian Holmes Assistenten: Nick Greenhalgh Vierde official: Sam Barrott Video-assistenten: Peter Bankes Video-assistenten: Tim Robinson (SVAR) AVAR: Sian Massey-Ellis |
| 10 augustus 2024 15:00 (UTC+1) | Strafschoppen                                           |                          |                                                                   | Stadion: Wembley Stadium, Londen Toeschouwers: 78.416 Scheidsrechter: Jarred Gillett Assistenten: Adrian Holmes Assistenten: Nick Greenhalgh Vierde official: Sam Barrott Video-assistenten: Peter Bankes Video-assistenten: Tim Robinson (SVAR) AVAR: Sian Massey-Ellis |
| 10 augustus 2024 15:00 (UTC+1) | Silva De Bruyne Haaland Sávio Ederson Nunes Dias Akanji |                          | Fernandes Dalot Garnacho Sancho Casemiro McTominay Martínez Evans | Stadion: Wembley Stadium, Londen Toeschouwers: 78.416 Scheidsrechter: Jarred Gillett Assistenten: Adrian Holmes Assistenten: Nick Greenhalgh Vierde official: Sam Barrott Video-assistenten: Peter Bankes Video-assistenten: Tim Robinson (SVAR) AVAR: Sian Massey-Ellis |
|                                |                                                         |                          |                                                                   | |

| Manchester City | Manchester United |

| DM             | 31 | Ederson Moraes  |         |
| RA             | 82 | Rico Lewis      |         |
| CV             | 25 | Manuel Akanji   |         |
| CV             | 03 | Rúben Dias      |         |
| LA             | 24 | Joško Gvardiol  | 90'     |
| CM             | 75 | Nico O'Reilly   | 63'     |
| CM             | 08 | Mateo Kovačić   |         |
| AM             | 87 | James McAtee    | 80'     |
| RB             | 52 | Oscar Bobb      | 90'     |
| SP             | 09 | Erling Haaland  |         |
| LB             | 11 | Jérémy Doku     | 63'     |
| Wisselspelers: |    |                 |         |
| DM             | 18 | Stefan Ortega   |         |
| DM             | 33 | Scott Carson    |         |
| VD             | 06 | Nathan Aké      | 90'     |
| VD             | 78 | Issa Kabore     |         |
| MV             | 04 | Kalvin Phillips |         |
| MV             | 17 | Kevin De Bruyne | 90'     |
| MV             | 20 | Bernardo Silva  | 80' 85' |
| MV             | 27 | Matheus Nunes   | 63' 85' |
| AV             | 26 | Sávio           | 63'     |
| Coach:         |    |                 |         |
| Pep Guardiola  |    |                 |         |

| DM             | 24 | André Onana        |     |
| RA             | 20 | Diogo Dalot        |     |
| CV             | 05 | Harry Maguire      | 58' |
| CV             | 35 | Jonny Evans        |     |
| LA             | 06 | Lisandro Martínez  |     |
| CM             | 18 | Casemiro           |     |
| CM             | 37 | Kobbie Mainoo      | 59' |
| AM             | 07 | Mason Mount        | 58' |
| RB             | 16 | Amad Diallo        | 59' |
| SP             | 08 | Bruno Fernandes    |     |
| LB             | 10 | Marcus Rashford    | 83' |
| Wisselspelers: |    |                    |     |
| DM             | 01 | Altay Bayındır     |     |
| MV             | 14 | Christian Eriksen  |     |
| MV             | 39 | Scott McTominay    | 58' |
| MV             | 43 | Toby Collyer       | 59' |
| AV             | 11 | Joshua Zirkzee     |     |
| AV             | 17 | Alejandro Garnacho | 59' |
| AV             | 21 | Antony             |     |
| AV             | 25 | Jadon Sancho       | 83' |
| AV             | 28 | Facundo Pellistri  | 58' |
| Coach:         |    |                    |     |
| Erik ten Hag   |    |                    |     |

### Statistieken
| [ 4 ]         | Manchester City | Manchester United |
| ------------- | --------------- | ----------------- |
| Doelpunten    | 1               | 1                 |
| Gele kaarten  | 2               | 1                 |
| Rode kaarten  | 0               | 0                 |
| Wissels       | 5               | 5                 |
| Schoten       | 9               | 8                 |
| Overtredingen | 10              | 9                 |
| Hoekschoppen  | 6               | 2                 |
| Balbezit (%)  | 56              | 44                |

1990 · 1991 · 1992 · 1993 · 1994 · 1995 · 1996 · 1997 · 1998 · 1999 · 2000 · 2001 · 2002 · 2003 · 2004 · 2005 · 2006 · 2007 · 2008 · 2009 · 2010 · 2011 · 2012 · 2013 · 2014 · 2015 · 2016 · 2017 · 2018 · 2019 · 2020 · 2021 · 2022 · 2023 · 2024